# Anna Peczenik
Anna Peczenik (* 9. Februar 1911 in Sofia als Anna Gadol; † 1944 im KZ Buchenwald) war eine österreichische Kommunistin und Widerstandskämpferin gegen den Nationalsozialismus.

## Leben
Anna Peczenik wurde am 9. Februar 1911 in Sofia in einer jüdisch-sephardischen Familie geboren. Während des Ersten Weltkriegs übersiedelte sie mit ihren Eltern nach Wien, wo sie die Volksschule und sechs Klassen Realgymnasium besuchte. Danach machte sie eine Ausbildung zur Montessori-Kindergärtnerin. 1928 ging sie nach Belgrad, wo ihr Vater in einer Trikotagefabrik in leitender Position arbeitete. Sie selbst war in einem Büro als deutschsprachige Korrespondentin beschäftigt. Mitte 1930 kehrte sie nach Wien zurück und arbeitete als Kindergärtnerin und Stenotypistin.
Peczenik war von frühester Jugend an politisch aktiv. 1926 trat sie dem Verband Sozialistischer Mittelschüler bei, war Vorsitzende einer Bezirksorganisation der Sozialistischen Arbeiterjugend und von 1929 bis 1931 Mitglied der Sozialdemokratischen Partei Österreichs. Am 11. Oktober 1931 heiratete sie Hermann (Abraham Hersch) Peczenik, der als Journalist und Verlagsleiter arbeitete. Ende 1931 traten beide in die KPÖ ein. Am 21. April 1934 wurde sie im Zuge einer Hausdurchsuchung festgenommen und mit sechs Wochen Arrest bestraft. Im Juli 1934 wurde sie wegen Teilnahme an einer geheimen kommunistischen Versammlung neuerlich verhaftet und sechs Wochen inhaftiert. 1936 emigrierten Hermann und Anna Peczenik nach Prag, wo sich zu dieser Zeit die Führung der KPÖ befand. Anna Peczenik arbeitete in der tschechischen Emigration als Stenotypistin der Roten Hilfe.
Im Jänner 1937 verließen beide Prag, um sich in Spanien den Internationalen Brigaden anzuschließen. Anna Peczenik verblieb drei Monate in Paris, wo sie im Parteibüro arbeitete und einen Kurs für Krankenschwestern machte. Mit dem Schiff gelangte sie nach Spanien, wo sie am 12. April 1937 in den Sanitätsdienst der Internationalen Brigaden eintrat. Sie wurde zuerst als Pflegerin in einem Spital in Murcia und ab Oktober 1937 in einem Frontspital der 35. Division als Pflegerin und Mitarbeiterin des Politkommissars eingesetzt. Nach der Niederlage der Spanischen Republik flüchtete sie 1939 nach Frankreich, wo sie der KPÖ-Gruppe in Toulouse angehörte.
1943 kehrte Anna Peczenik als französische Fremdarbeiterin getarnt nach Österreich zurück, um hier im antifaschistischen Widerstand aktiv zu werden. Sie arbeitete in einem Betrieb als Stenotypistin, half beim Aufbau einer neuen illegalen Wiener Parteileitung mit und war Mitglied der Bezirksleitung Wien-Floridsdorf. Als im Sommer 1943 eine Verhaftungswelle begann, befand sie sich in Paris, um den Informationsfluss zwischen den Parteileitungen in Wien und Frankreich aufrechtzuerhalten. Im Juli/August 1944 gelang es der Gestapo, sie in Paris zu verhaften. Sie wurde in das südlich von Paris gelegene Gefängnis Fresnes gebracht und von dort in das Konzentrationslager Ravensbrück deportiert.
Aus dem Lager Ravensbrück wurde Peczenik im November 1944 mit einem Transport von insgesamt zehn Frauen nach Magdeburg zur Munitionsfabrik Polte überstellt, wo sich ein Nebenlager des Konzentrationslagers Buchenwald befand. Die genauen Todesumstände von Anna Peczenik sind nicht bekannt, es deutet aber alles darauf hin, dass sie in Buchenwald ermordet wurde.